# Mořský hrad
Mořský hrad byl postaven křižáky ve 13. století na obranu Svaté země. Je to jedna z nejvýznamnějších historických památek v přístavním městě Sidón v Libanonu.

## Dějiny
Město Sidón se nachází na pobřeží Středozemního moře v Libanonu. Původem starověké fénické město mělo velký náboženský, politický a obchodní význam. V roce 1228 zde postavili křižáci Mořský hrad jako pevnost na malém ostrůvku spojeném s pevninou úzkou 80 m dlouhou cestou. Ostrov dříve patřil chrámu boha Melkarta, fénické verze Hérakla. Původní vzhled hradu lze vidět na starých ilustracích; po několika válkách byl několikrát poškozen a renovován. Částečně ho zničili mamlúkové, když převzali město od křižáků, ale pak ho přestavěli. Hrad později zpustl, ale byl znovu obnoven v 17. století emirem Fahreddínem II., ale později opět utrpěl velké škody.
Existuje možnost, že ostrov, na kterém je hrad postaven, byl ve skutečnosti místem, kde se nacházel fénický královský palác a několik dalších fénických památek, které byly zničeny Asarhaddonem a poté zemětřeseními. Ostrov také sloužil jako útočiště při útoku na město. Velký Sidón, Malý Sidón, mocné pevnosti, pastviny, cisterny a opevnění jsou zmíněny v záznamech asyrského krále Sinacheriba o jeho útocích na Sidón a okolní města.

## Popis
Dnes se hrad skládá především ze dvou věží spojených zdí. Ve vnějších zdech byly jako horizontální výztuhy použity římské sloupy, což je rys často pozorovaný u opevnění postavených na bývalých římských městech nebo v jejich blízkosti. Obdélná západní věž vlevo od vchodu je z lépe zachovaná. Je tam velká klenutá místnost posetá starými vyřezávanými hlavicemi a rezavějícími dělovými koulemi. Točité schodiště vede nahoru na střechu, kde stojí malá mešita z osmanské éry s kupolí. Ze střechy je výhled na staré město a rybářský přístav. Východní věž není tak zachovalá a byla postavena ve dvou fázích; spodní část se datuje do křižáckého období, zatímco horní patro postavili mamlúkové. Existují také důkazy o tom, že v oblasti kolem hradu bylo pohřbeno mořem staré fénické město: pod vodou jsou zdi, sloupy, schodiště, zbytky budov, sochy a cisterny.

## Galerie

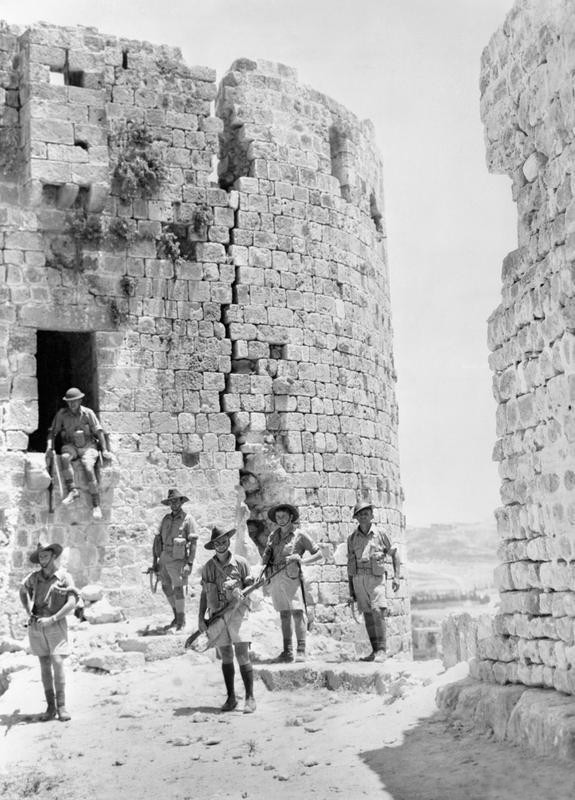
Australští vojáci na hradě během syrsko-libanonské kampaně, 1941
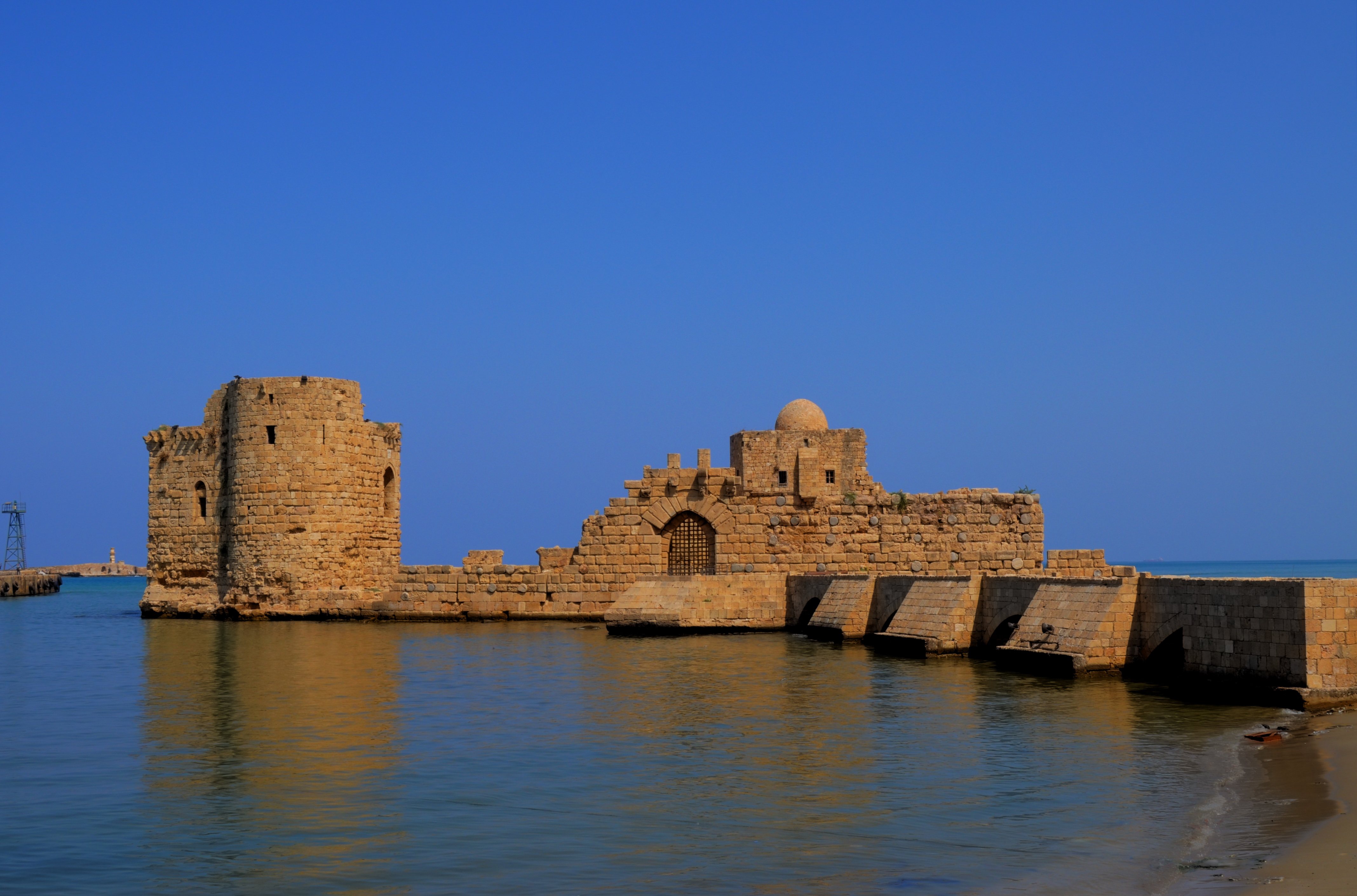
Mořský hrad
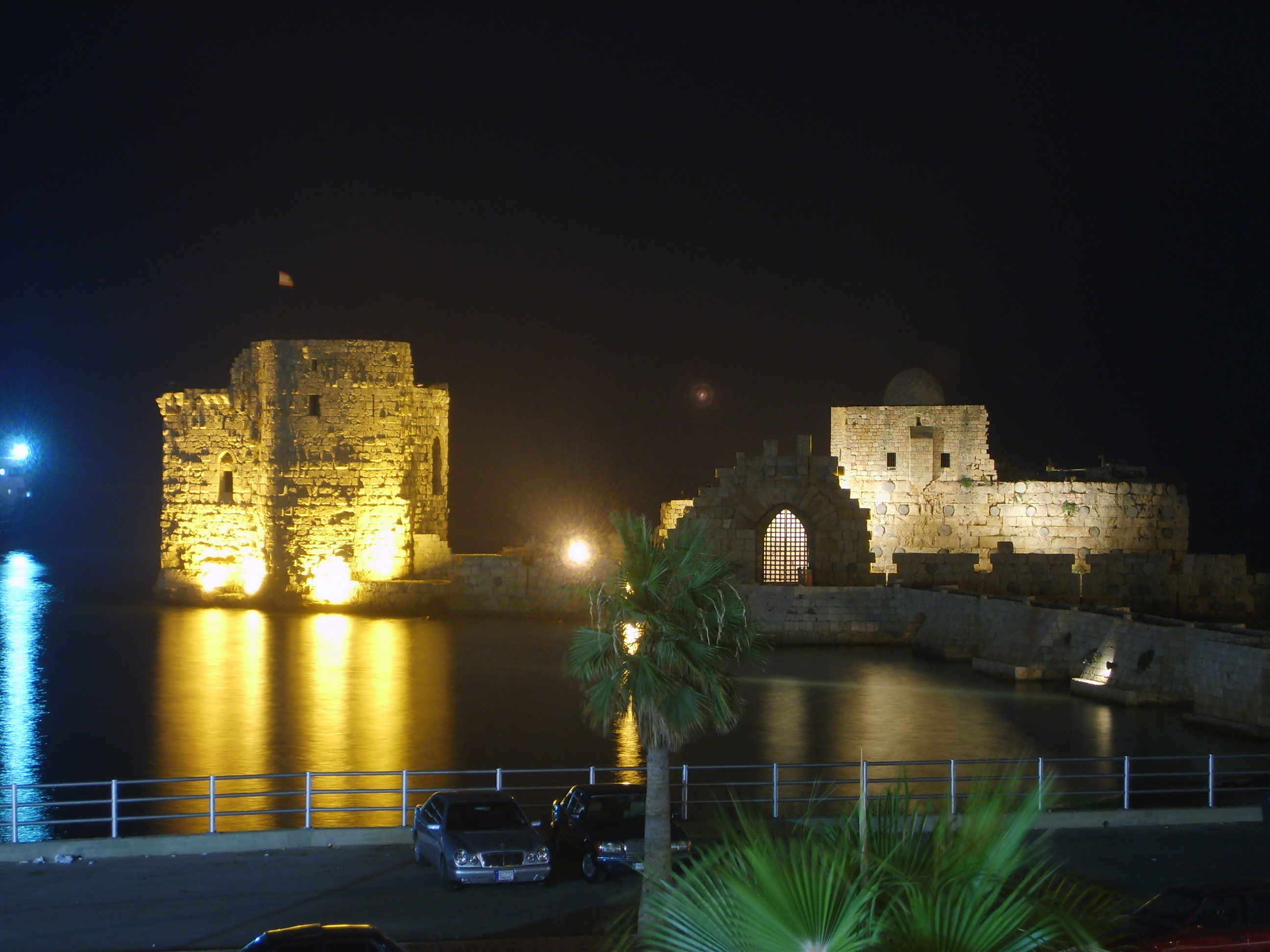
Hrad v noci
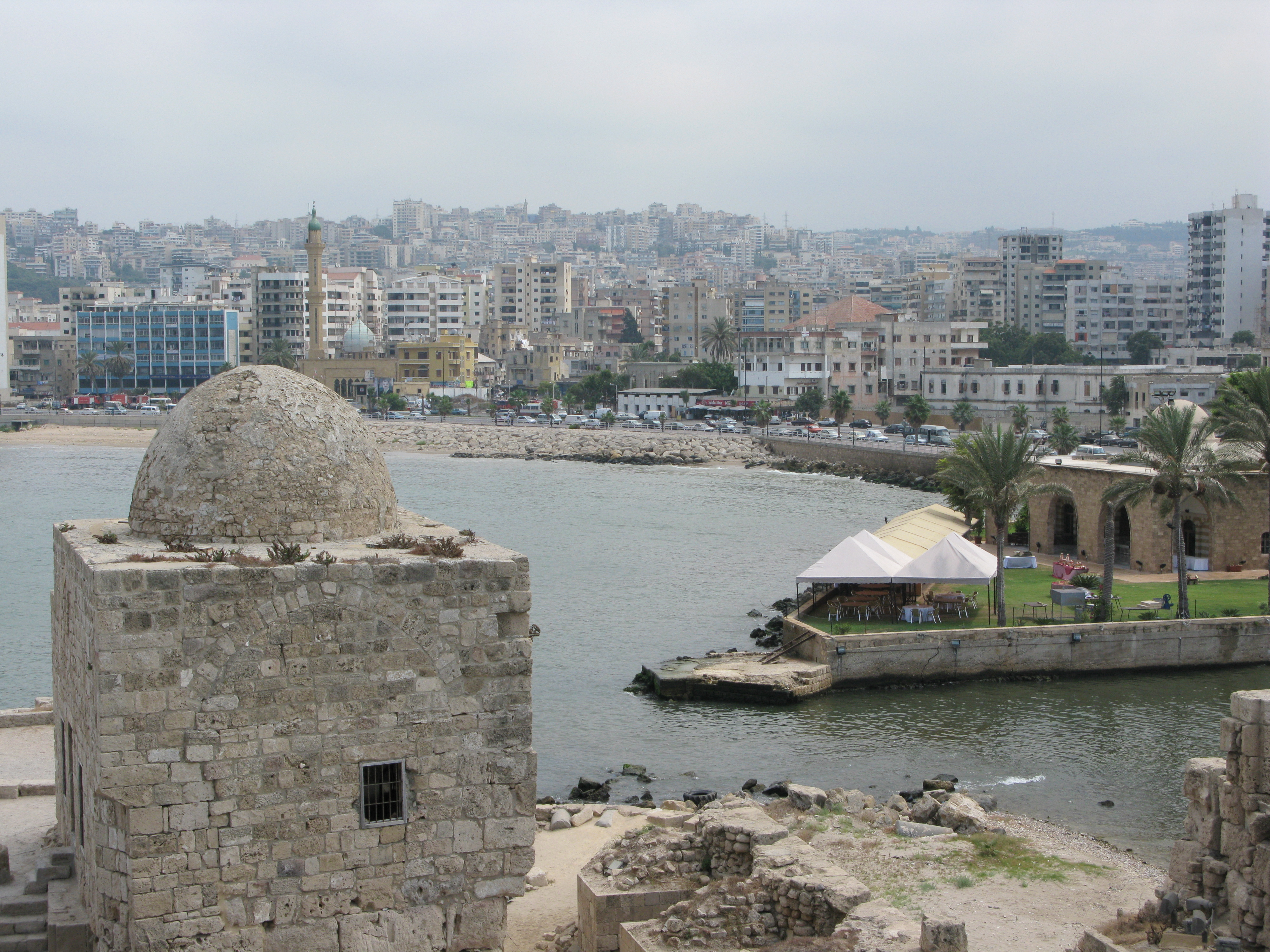
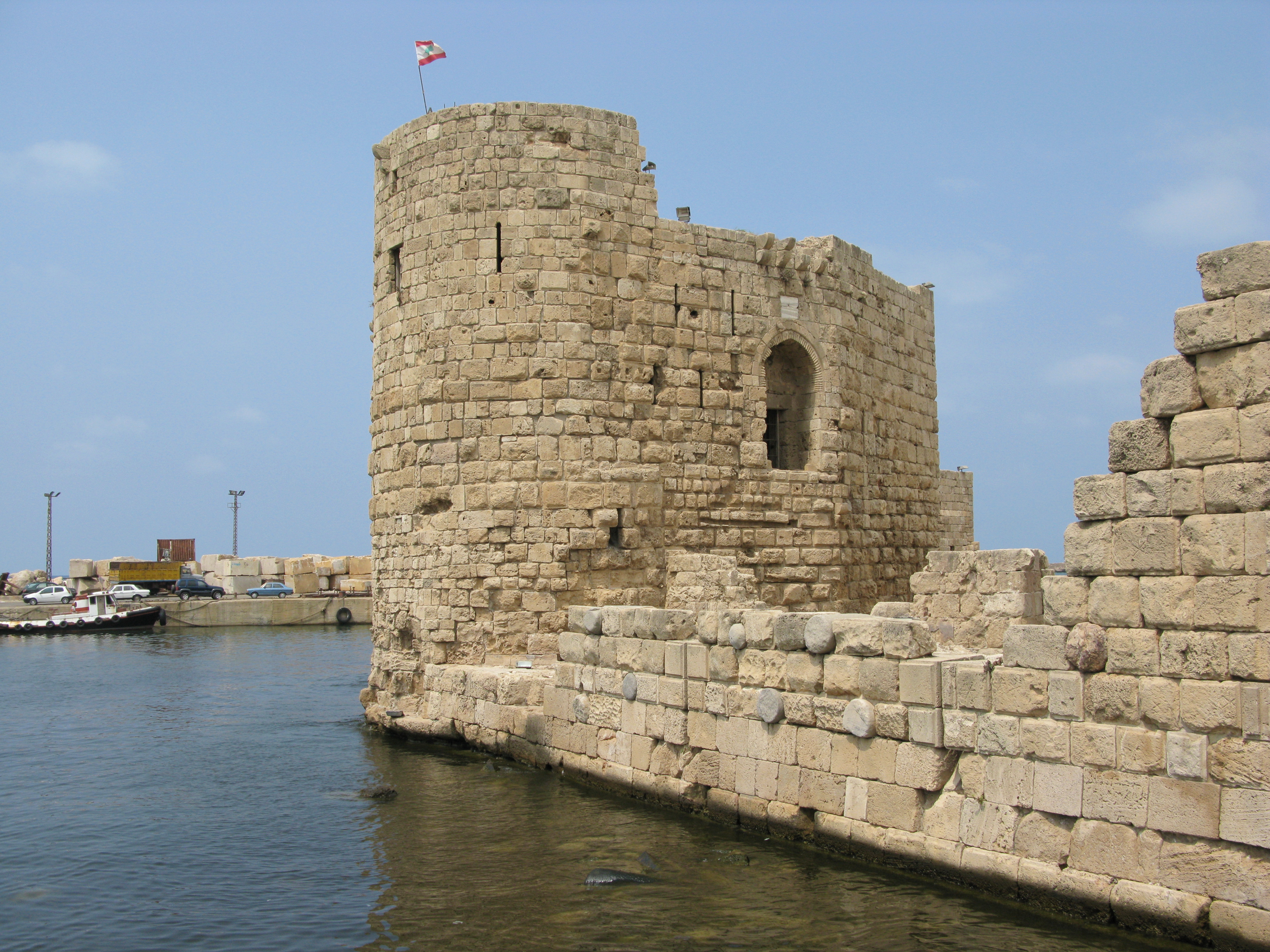
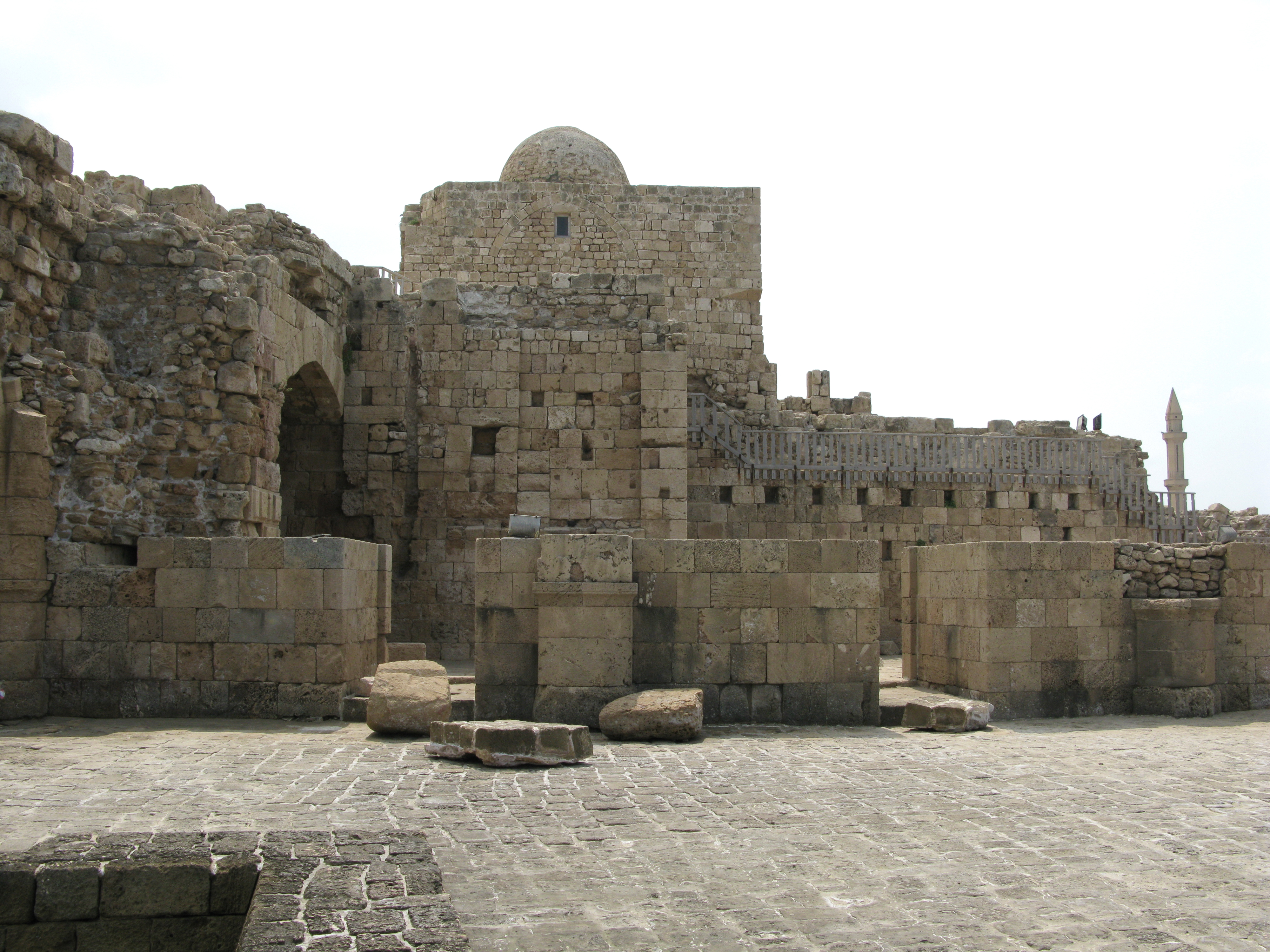
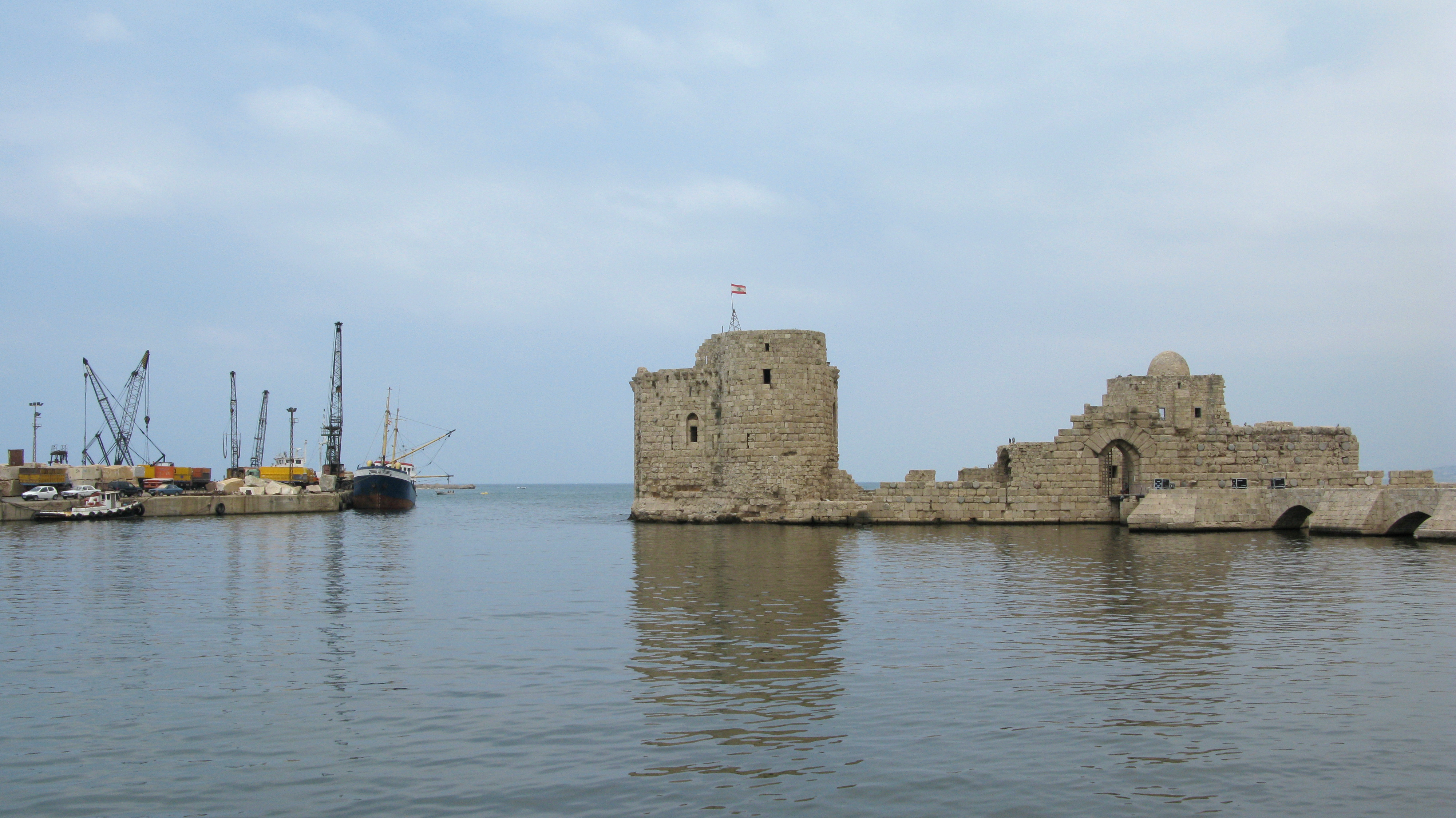